# إي دا هاي
لي دا هاي (بالكورية: 이다해)‏ مواليد 19 أبريل 1984 في سول، كوريا الجنوبية، هي ممثلة كورية جنوبية بدأت مسيرتها الفنية عام 2001.

## روابط خارجية
- إي دا هاي على موقع IMDb (الإنجليزية)
- إي دا هاي على موقع قاعدة بيانات الفيلم (الإنجليزية)